# Наталия Пушкина
Наталия Николаевна Пушкина - Ланская (на руски: Наталья Николаевна Пушкина-Ланская, 8 септември 1812 г. – 26 ноември 1863 г.) (в моминство Гончарова) е съпруга на руския поет Александър Пушкин. След смъртта на Пушкин се омъжва за генерал Пьотър Ланской. Нейната роля в събитията около дуела на Пушкин продължава и днес да бъде предмет на дискусии, въпреки че новооткритите документи и писма променят в значителна степен представата за нейната личност.

## Произход
Бащата на Наталия, Николай Афанасиевич Гончаров (1787 – 1861) произхожда от семейство на търговци и индустриалци, получило дворянска титла по време на царуването на императрица Елисавета. През 1789 г. Екатерина II потвърждава наследственото право на фамилията на тази титла. Като единствен син в семейството, Николай Афанасиевич получава много добро образование – той отлично владее немски, английски и френски, добре знае руски (за разлика от останалите членове на семейството), съчинява стихове, свири на цигулка и чело. През 1804 г. Николай Гончаров е назначен в петербургската Колегия на външните работи, през 1808 г. става секретар на московския губернатор.
Майката на Наталия Гончарова, Наталия Ивановна Гончарова (1785 – 1848), в моминство Загряжская, е прапраправнучка на украинския гетман Пьотър Дорошенко от неговия последен брак с Агафия Еропкина. Според семейната легенда Наталия Ивановна е незаконна дъщеря на Еуфрозина Улрика, баронеса Посе (в моминство Липхарт) от Иван Александрович Загряжский. След смъртта на майката грижите за Наталия Ивановна се поемат от съпругата на Иван Александрович, Александра Степановна, която „прилага всички старания да узакони раждането на Наталия, запазвайки всичките ѝ наследствени права“. Според друга версия, Иван Загряжский се жени в Париж за французойка, но според биографите на Наталия Николаевна първата хипотеза е по-правдоподобна.
Наталия Ивановна и нейните доведени сестри – София и Екатерина – имат покровителството на Наталия Кириловна Загряжская, фрейлина на Екатерина II. И трите сестри стават фрейлини на Елисавета Алексеевна. Наталия Ивановна притежава необикновена красота, която според семейни разкази е наследена от майка ѝ, баронеса Посе. В нея се влюбва фаворитът на императрицата, Алексей Охотников. По тази или друга причина сключва се набързо брак между Наталия Ивановна и Николай Гончаров. Сватбата е пищна, на венчанието присъства цялата императорска фамилия, а на булката за обличане е предоставена една от стаите на императрицата Мария Фьодоровна, съпругата на Павел I.
- Бащата на Наталия Николаевна – Николай Афанасиевич Гончаров, 1810-те г.
- Майката на Наталия Николаевна – Наталия Ивановна Загряжская (Гончарова), 1800-те г.
- Дядото на Наталия Николаевна – Афанасий Николаевич Гончаров

## Ранни години
Наталия е петото дете от седемте деца на Гончарови. Тя се ражда на 8 септември (27 август по стар стил) 1812 г. в село Кариан, Тамбовска губерния, в родовото имение на Загряжские. Семейството на Гончарови е там докато върви Френско-руската война. Детските и юношеските си години тя прекарва в Москва в именията Ярополец в Московска губерния и Полотняни Завод в Калужка губерния.
В Полотняни Завод семейството живее трудно. С всичко се разпорежда дядото на Наталия, Афанасий Николаевич. Дядото е много разточителен, освен това има и любовница французойка, мадам Бабет, с която другите са задължени да се съобразяват. Бащата на Наталия, Николай Афанасиевич, се опитва да се намесва в делата на имението, но не успява и дори губи достъп до управлението му. Родителите на Наталия заминават за Москва, а тя остава още три години при дядо Афанасий, който я обича и глези.
Към края на 1814 г. Николай Афанасиевич почва да страда от психическа болест. Отначало роднините смятат, че заболяването е предизвикано от травма на главата, получена при падане от кон. По-късно обаче се усъмняват в правилността на диагнозата: съдейки по писмата на неговата съпруга, Николай Афанасиевич много пиел. Възможно е пристрастяването към алкохола да е следствие от неочакваното му отстраняване от управлението на имението и че дядо Афанасий разорява семейството – за 40 години той пропилява почти 30-милионно състояние.
Майката Наталия Ивановна е властна жена с тежък характер и възпитава децата си в строгост и безпрекословно подчинение. По спомените на Александра Арапова, дъщеря на Наталия Пушкина-Ланская от втория брак, майка ѝ не обичала да разказва за детството си.
От ученическите тетрадки, запазили се в архива на Гончарови, следва, че Наталия и нейните сестри, Екатерина и Александра, получават добро домашно образование. Те изучанат руска и световна история, география, руски език. Освен френски език, който децата на Гончарови владеят много добре (по-късно Наталия Гончарова признава, че на френски ѝ е по-лесно да пише, отколкото на руски ), на тях им преподават немски и английски език. Най-големият брат, Димитрий, завършва с „много добър успех“ Московския университет, Иван учи в частен пансион, а Сергей получава домашно образование. Изследователката на Пушкинското творчество Лариса Черкашина предполага, че Наталия е учила по същата програма, както Сергей.
По думите на Надежда Еропкина, Наталия Николаевна от ранни години прави впечатление с красотата си, много рано дебютира в светското общество и винаги има почитатели:
| „ | Необичайно изразителните очи, чаровната усмивка и привличащата лекота при общуване, без тя да иска, завладяваха всички. Не бе нейна вина, че всичко в нея бе толкова удивително хубаво. Но за мен така и остана загадка, откъде Наталия Николаевна притежаваше деликатност и умение да се държи? Всичко в нея и в нейния начин на поведение бе пронизано с дълбока почтеност. Всичко бе comme il faut – без никакъв фалш. И това е още по-удивително, че същото не можеше да се каже за нейните роднини. Сестрите бяха красиви, но напразно бе да се търси в тях изисканото изящество на Наташа. Бащата, слабодушен, а накрая и не с ума си, нямаше никакво значение в семейството. Майката не се отличаваше с добър тон и честичко беше много неприятна... Затова Наталия Николаевна се явяваше в това семейство като удивителна самородност. Пушкин бе завладян от нейната необичайна красота, и не по-малко вероятно, от прелестния начин да се държи, който той така ценеше. | “ |

## Запознанство с Пушкин. 1828 – 1831
За първи път Пушкин среща Наталия Гончарова на един московски бал през декември 1828 г. През април 1829 г. той използва посредничеството на известния в аристократичните среди Фьодор Толстой, за да иска нейната ръка. Отговорът на майката на Наталия е неопределен: тя смята, че 16-годишната ѝ дъщеря е твърде млада, за да се жени, но не дава окончателен отказ. Пушкин заминава за Кавказ, където действа армията на Иван Паскевич. Според думите на поета „неволна меланхолия го гонила“ от Москва, той е отчаян, че върху решението на майката е повлияла неговата репутация на свободомислещ, преувеличена от мълвата. През септември същата година той се завръща в Москва. При Гончарови го очаква студен прием. Според спомените на брата на Наталия Сергей, Пушкин и Наталия често се карат, защото Пушкин понякога коментира проявите на благочестие и императора Александър I, а Гончарова е много набожна и се отнася към покойния император с благоговение. Значение има и политическата неблагонадежност на поета, неговата бедност и пристрастеност към игра на карти.
През пролетта на 1830 г. Пушкин е в Санкт Петербург. Там, чрез общ познат, получава известие от Гончарови, което му вдъхва надежда. Връща се в Москва, за втори път прави предложение и на 6 април 1830 г. получава съгласие за брак. По думите на една от познатите на Гончарови, самата Наталия е преодоляла съпротивлението на майка си: „Тя изглежда много увлечена от своя годеник“. Пушкин, който е под тайно полицейско наблюдение, е длъжен да информира за всяка своя стъпка император Николай I. Той съобщава за своето намерение да се ожени в писмо от 16 април 1830 г. до Александър Бенкендорф, чрез когото върви цялата кореспонденция на Пушкин с императора. Нарича своето положение „лъжливо и съмнително“ и добавя: „Госпожа Гончарова се страхува да даде дъщеря си на човек, който би имал нещастието да не се харесва на императора“. В края на писмото той моли за разрешение да се отпечата забранената по-рано трагедия Борис Годунов. В отговор Бенкендорф отбелязва благосклонното удовлетворение на Николай I от известието за женитбата и отрича Пушкин да е бил наблюдаван, но подчертава, че на него, като на довереник на императора, е възложено „наблюдение“ и „наставление със съвети“
През май 1830 г. Пушкин и Наталия Ивановна с дъщерите си посещават Полотняни Завод: годеникът трябва да бъде представен на главата на семейството, Афанасий Николаевич. Владимир Безобразов, посетил имението в 1880 г., вижда в един от албумите стиховете на Пушкин, адресирани до годеницата му, и нейния стихотворен отговор.
Годежът е на 6 май 1830 г., но сватбата се забавя заради преговорите за зестра. Години по-късно Наталия Николаевна споделя на Павел Аненков, че сватбата постоянно е била на косъм заради караниците между годеника и тъщата. През август същата година умира дядото на Пушкин. Сватбата отново е отложена и Пушкин заминава за Болдино, голямо село в Нижегородска губерния, собственост на Пушкини, за да встъпи във владение на частта, отделена за него от баща му. Тук той се забавя поради епидемия от холера. Преди заминаването си за Нижегородска губерния Пушкин се скарва с тъщата, вероятно заради зестрата: тя не иска да жени дъщеря си без нея, но разорените Гончарови нямат пари. В писмо, написано под влияние на разправиите с бъдещата тъща, Пушкин обявява, че Наталия Николаевна е „съвършено свободна“, а той или ще се ожени само за нея, или никога няма да се жени. Отговорът на годеницата, получен на 9 септември в Болдино, го успокоява и той задочно се помирява с тъщата. Поради епидемията от холера Пушкин остава в имението три месеца и това време се оказва един от най-плодотворните периоди в творчеството му (Болдинска есен). При завръщането в Москва Пушкин залага своето имение Кистеньово и част от парите (11 хиляди) дава на заем на Гончарови за зестрата на Наталия. Тъщата от своя страна дава като подарък за сватбата разписката за заложените от нея брилянти. Дядото на годеницата подарява медна статуя на Екатерина II, изработена по поръчка на А. А. Гончаров в Германия. От парите, получени от залагането на Кистеньово, Пушкин оставя 17 хиляди „за обзавеждане и годишна издръжка“.

## Брак с Пушкин
Венчавката на Наталия и Пушкин е на 2 март (18 февруари по стар стил) 1831 г. в московската църква на Голямото Възнесение на ул. Никитские ворота. При размяната на пръстените този на Пушкин пада на пода, а след това загасва неговата свещ. Пушкин пребледнява и казва: „Край – лоши предзнаменования“. 
Скоро след сватбата Пушкин пише в писмо до своя приятел Пьотър Плетньов: „Аз съм женен – и съм щастлив; едно желание имам, нищо в живота ми да не се промени – по-хубаво няма да дочакам. Това състояние за мен е толкова ново, че, ми се струва, аз се преродих“. Младоженците се настаняват в апартамент в Москва, нает от поета преди сватбата (днешният адрес – ул. Арбат, 53). В средата на май на 1831 г. по инициатива на Пушкин, който не иска тъщата да се меси в неговия семеен живот, те се местят в Царское село. Съпрузите живеят на дачата на Китаева, вдовица на камериера на Николай I Яков Китаев, и няколко месеца водят доста усамотен живот, посрещайки само близки приятели и роднини. Известно е, че Наталия е помагала на Пушкин с преписването на произведенията му: запазени са нейните копия  на фрагментите от „Секретните записки на Екатерина II“, „Журнал на дискусиите“, „Къщичка в Коломна“. През юли, поради епидемия на холера, в Царское село се мести императорското семейство. Наталия Николаевна пише на дядо си, че избира за разходките „най-усамотените места“, тъй като до нея са стигнали приказките, че императорът и жена му искат да се срещнат с нея на разходка. Майката на Пушкин  разказва за срещата на младите с императорската двойка:
| „ | ...императорът и императрицата срещнаха Наташа и Александър, те се спряха да поговорят с тях и императрицата каза на Наташа, че много се радва да се запознае с нея и хиляда други мили и любезни неща. И сега тя, без въобще да го желае, е принудена да се появи в двореца. | “ |

В друго писмо майката на Пушкин пише, че дворецът е във възторг от Наталия Николаевна, императрицата е назначила ден, когато тя трябва да се яви при нея: „Това е много неприятно за Наташа, но тя ще трябва да се подчини“.
Есента на 1831 г. младото семейство се мести от Царское село в Санкт Петербург и се настанява в дома на вдовицата на руски военен инженер, Александър Брискорн, на ул. Галерная. На същата улица живее и по-големият брат на Наталия Николаевна, Дмитрий. Другите двама братя на Пушкина също служат в Петербург. Лелята на Наталия, фрейлина Екатерина Загряжская, силно се привързва към нея, протежира я в светското общество, грижи се за нея като за родна дъщеря и помага материално.
Красотата на Пушкина прави впечатление в Санкт Петербурт  В началото Пушкин се гордее със светските успехи на жена си. Внучката на генерал-фелдмаршал Михаил Кутузов, графиня Дария Фикелмон, отбелязва в своя дневник външността на Наталия Николаевна, но също споменава, че „тя не е много умна и като че ли с малко въображение“. По думите на Фикелмон, Пушкин
| „ | ... престава да бъде поет в нейно присъствие; на мен ми се стори, че вчера той изпитвал ... цялото възбуждане и вълнение, които чувства мъжът, желаещ жена му да има успех в обществото. | “ |

Съвременниците отбелязват сдържаност и студенина в държането на Наталия Николаевна, коментират нейната необщителност. Възможно това поведение е било следствие на нейната природна срамежливост или в резултат на настойчивото и не винаги приятелското внимание на обществото. Според писателя Николай Раевски, Наталия Николаевна, възпитана извън Санкт Петербург, бързо се ориентира в светското общество, както по-късно и нейните сестри, но така и не става истинска светска дама. Той отбелязва, че като жена на „първия поет на Русия“, Пушкин, който има не само приятели, но и врагове, тя от самото начало се оказва в „нелеко положение“: едни очакват да видят в нея съвършенство, другите – „търсят в жена му недостатъци, които биха могли да унизят самолюбивия поет“. Много по-късно Наталия Николаевна пише, че според нея да разкрива своите чувства е „профанация. Само бог и някои избрани имат ключ от моето сърце.“
На 31 май (19 май по стар стил) 1832 г. Наталия Николаевна ражда първото дете – дъщерята Мария, на 18 юли (6 юли по стар стил) 1833 г. първия син – Александър. Раждането на внуците малко подобрява отношенията между Пушкин и тъщата, която изглежда оценява неговата обич към децата. В писмата до жена си Пушкин постоянно споменава за децата (най-често се срещат имената на двете по-големи), по време на своите пътувания моли я да му съобщава за всичко, което става у дома. Безпокои го липсата на достатъчно средства: „Аз мога да имам по-големи суми, но ние и много харчим“. Неведнъж в своята кореспонденция той се пита, какво ще стане със семейството му в случай на неговата смърт.
Много години надделява съждението, че Наталия Николаевна не се занимавала със семейството си и дома, а се интересувала само от светските развлечения. Немалка роля в създаването на този образ изиграва книгата на Павел Шьоголев „Дуелът и смъртта на Пушкин“, в която авторът твърди, че основното съдържание на живота на Пушкина бил „светско-любовният романтизъм“. Шьоголев, от друга страна, смята за необходимо да отбележи, че не разполага с много документални материали. Последващото изучаване на архива на Гончарови, писмата на Пушкин до близките променя представата за нейната личност. Те помагат да се създаде по-пълен портрет на Наталия Николаевна. Така например, кореспонденцията на сестрите не потвърждава наложилото се по-рано мнение, че след местене при Пушкини всичките грижи по домакинството поема сестра ѝ, Александра Николаевна Гончарова. Изследователите отбелязват също, че Наталия Николаевна, за разлика от сестрите си, никога не споменава в писмата си за своите успехи в обществото, в по-голямата си част те са посветени на дома, децата и издателската дейност на съпруга. Въпреки общоприетото мнение, „поетическата Пушкина“ е практична и напориста, когато става дума за нейните роднини и близки. Така, тя взема активно участие в съдебния процес на Гончарови с арендатора на техните предприятия. По-късно, когато Пушкин се заема с издаването на списанието „Съвременник“, Наталия Николаевна изпълнява по време на отсъствие на своя съпруг неговите поръчения, касаещи свързаните със „Съвременник“ въпроси.
Есента на 1832 г. умира дядото на Наталия Николаевна, Афанасий Николаевич Гончаров. Имението на Гончарови се оказва с дългове от милион и половина рубли. Освен това, наследниците бяха принудени да водят няколко съдебни дела. Дмитрий Гончаров става настойник на баща си, напуска службата си в Колегията по външните работи, преминава в Московския архив и поема управлението на семейното имение. Той не успява да покрие дълговете на дядо си и цял живот изплаща процентите.
Семейството на Пушкин след свършването на парите от залагането на Кистеньово почти постоянно се намира в трудно материално положение. Животът в Санкт Петербург е скъп, семейството става по-голямо, а Пушкини, както и много други, от съображения за престиж, имат голям дом. Излизането в обществото също изисква големи разходи. Пушкин понякога играе на карти и губи пари. Неговата заплата в Министерството на външните работи (5 хиляди рубли) стига само за жилището и дачата.
В края на декември на 1833 г. Николай I дава на Пушкин придворното звание „камерюнкер“. По думите на приятелите, поетът изпада в ярост: това звание обикновено се дава на млади хора. На 1 януари 1834 г. Пушкин прави следния запис в своя дневник:
| „ | Преди три дни аз бях издигнат в камерюнкер (което е доста неприлично за моите години). Но Дворецът искаше N. N. да танцува в Аничков. | “ |

В своите писма родителите на Пушкин съобщават за големия успех на снахата в двореца и съжаляват, че тя твърде много време прекарва по баловете.
През 1834 г. Наталия Николаевна кани сестрите при себе си в Санкт Петербург. Александра и Екатерина се стремят към столицата с надеждата да уредят живота си, но майка им отказва да ги извежда в светското общество и те няколко години прекарват на село. Пушкина успява да преодолее съмненията на мъжа си в правилността на тази стъпка, но той и самият разбира, в какво тежко положение са девойките. Двете сестри се настаняват в дома на Пушкин и започват да излизат в обществото. Те плащат за своя престой от парите на издръжката, получавана от брата Дмитрий. В скоро време, благодарение на усилията на леля им Загряжская, Екатерина става фрейлина, но въпреки обичая не се мести в двореца, а продължава да живее при семейството на сестра си.

## Наталия и Дантес
През 1835 г. Наталия се запознава с Жорж Дантес, кавалергард и френски гражданин. Според руския филолог и пушкинист Модест Гофман до появата на Дантес в живота на семейство Пушкини „никой не е свързвал нейното име (на Наталия) с ничие друго име“, макар и да се знаеше, че императорът е неравнодушен към нея. До този момент никой не я нарича кокетка, която иска да привлича поклонници. Наталия не прави нищо, за което биха могли да я упрекнат, до срещата с Дантес. Дантес започва да ухажва Наталия и това поражда слухове за предполагаема връзка между тях. Нейното поведение и роля в събитията, предхождащи дуела между Пушкин и Дантес, са предмет на дискусии до днес. Някои изследователи, а също така известните руски поетеси Анна Ахматова и Марина Цветаева, смятат, че пряко или косвено Наталия Николаевна е виновна за смъртта на Пушкин.
През 1946 г. Анри Троая публикува два откъса от писма от архива на Дантес, предоставени от неговите потомци. Писмата са писани в начало на 1836 г. от Дантес до приемния му баща, нидерландския посланик в Русия, известен там с името Луи Гекерн (Jacob van Heeckeren tot Enghuizen). В тях Дантес съобщава за новата си страст към „най-прелестното създание в Петербург“ (името на дамата не се споменава); мъжът на тази жена е „бясно ревнив“, но тя обича Дантес. Руският превод на тези писма, направен от видния пушкинист Мстислав Цявловский, за първи път се публикува през 1951 г. Цявловский смята, че неизвестната дама е съпругата на Пушкин и прави следното заключение:
| „ | В искреността и дълбочината на чувството на Дантес към Наталия Николаевна въз основата на представените писма, разбира се, не можем да се съмняваме. Нещо повече, взаимното чувство на Наталия Николаевна към Дантес сега също не може да се подлага на никакво съмнение. | “ |

Дмитрий Благой, друг известен пушкинист, обаче отбелязва – и смята това за много важен момент – че Пушкина, макар и увлечена по Дантес „остава вярна на своя дълг“. Николай Раевский, автор на няколко книги за Пушкин, обръща внимание на писмото на Дантес, в което той споменава, че на молбите му „да наруши заради него своя дълг“ жената отговаря с отказ:
| „                | Лекомислената, каквато са я смятали, Наталия Николаевна е в ролята на Татяна-княгиня... Не е известно дали тя би издържала тази роля докрай, но без съмнение в началото на 1836 г. е искала да издържи. | “ |
| Николай Раевский | |   |

Същевременно, по-нататъшният ход на събитията според Раевский показва, „че своята цел по отношение на Пушкина Дантес не постига“. Биографите на Наталия Николаевна, Ирина Ободовская и Михаил Дементиев, посочват, че писмата на Дантес не са изучени от археографска гледна точка., а без това не може да се потвърди датата на тяхното написване. Според Ободовская и Дементиев съдържанието на писмата е „целенасочено“, а „романтичната история“ изглежда неправдоподобна. Думите на Дантес, че той боготвори дамата и е загрижен за опазването на тайната, е в противоречие с неговите действия: настойчивото ухажване на Пушкина, широко известно в обществото, женитбата със сестрата на Наталия и последвалото открито предизвикателно поведение. Освен това, ухажванията на Дантес започват по-рано, в края на 1835 г., и Гекерн е осведомен за това.
Ободовская и Дементиев изказват предположение, че писмата са написани специално, което е „още една брънка в преследването на Пушкин“, и в създаването им вероятно участва една от най-активните фигури сред враговете на поета, Идалия Полетика. Възможно е също те да са написани от самия Дантес и запазени в документите му по-късно – с цел да се оправдае за случилото се. От друга страна, италианската преводачка Серена Витале (Serena Vitale), която публикува през 1995 г. получените от правнука на Дантес писма до Гекерн, не се съмнява в тяхната автентичност. Според нея Пушкина е „подпалвачката“: като не отстъпва на Дантес, „тя не е успяла и не е поискала да сложи край на сладката игра“ и, „ако бе стигнала в своите отношения с Дантес докрай, Пушкин не би загинал“.
Мадам NN по настояване на Гекерн (Дантес) кани Пушкина на гости, но самата тя напуска дома. Пушкина разказва на княгиня Вяземская и на мъжа си, че когато останала насаме с Гекерн, той извадил пистолета си и заплашил, че ще се застреля. Пушкина не знаела как да отхвърли настойчивите му искания, изпаднала в отчаяние и започнала да говори колкото може по-високо. За късмет в стаята се появява нищо не подозиращата дъщеря на домакинята и гостенката се хвърля към нея.
Писателят Семьон Ласкин в документалната си повест „Около дуела“ („Вокруг дуэли“) предлага хипотезата, че неизвестната мадам NN, за която се споменава в писмата на Дантес, е самата Идалия Полетика. Пушкина, която Дантес демонстративно ухажва, служела само като „параван“, който прикрива неговия роман с Идалия. Пушкинистите отхвърлят тази хипотеза. Според друга версия – на литературоведа Юрий Лотман – Дантес се нуждае от скандален роман с блестяща светска красавица, за да отклони вниманието на обществото от истинския характер на неговите отношения с Гекерн.
Обвиненията спрямо Наталия Николаевна касаят също и нейната среща с Дантес в апартамента на Полетика. За тази среща е известно от разказа на Вера Вяземская, записан от руския историк и литературовед, основател на пушкинистиката, Пьотър Бартенев (името на Полетика е скрито зад инициалите NN). Съпругът на Александра Гончарова (сестрата на Наталия), Густав Фризенхоф, в писмото си от 1887 г. до Арапова също споменава за тази среща. Предполага се, че писмото на Фризенхоф се появява поради търсените от Арапова обяснения, които тя очаква да получи от леля си. Но по това време Александра вече е парализирана и отговора пише нейният мъж. Изследователите отбелязват, че Арапова не публикува писмото и не го използва за своите мемоари. Датата на срещата не е известна. Според една от версиите Наталия е поканена от Идалия Полетика и не подозира, че ще срещне при нея Дантес. Според друга – Пушкина получава от Дантес писмо, в което той моли за среща, за да обсъдят „важни въпроси“. Стела Абрамович, автор на книга за Пушкин, смята, че именно тази среща, която според нея се е състояла на 2 ноември, става причина за появата на анонимния пасквил, който провокира Пушкин да извика Дантес на дуел през ноември 1836 г. Другите учени смятат, че срещата е през януари 1837 г. (понякога се споменава датата 22 януари). Пушкин научава за срещата от анонимни писма, след което дуелът става неизбежен. Съществува и мнение, че срещата на Наталия и Дантес не изиграва фатална роля в събитията, предшестващи дуела. Ободовская и Дементиев отбелязват, че няма достоверни свидетелства за това, че изобщо е имало такава среща, а разказите на съвременниците трябва да се приемат много предпазливо.
В пушкинистиката съществува версията, че към края си семейният живот на Пушкин и Наталия Николаевна е помрачен от отношенията между съпруга ѝ и нейната сестра Александра. Вера Вяземская разказва на Пьотър Бартенев, че по-голямата от сестрите Гончарови е влюбена в зет си. Княз Александър Трубецкой, който служи заедно с Дантес в кавалергардския полк, дори твърди, че тя имала връзка с Пушкин. Всички тези слухове повтаря и развива А. Арапова, за да оневини майка си. Всъщност, всички само възпроизвеждат думите на Идалия Полетика, която уж имала признанията на самата Александра Николаевна. Според Ободовская и Дементиев, Александра е жертва на клевета, разпространявана от враговете на поета, тъй като в цялата предхождаща дуела история тя стои на страната на семейство Пушкини.

## Дуелът и смъртта на Пушкин
Есента на 1835 г. Пушкин заминава за Михайловское, където се надява да поработи, но поради болестта на майка му се връща по-рано. Последният период от живота на Пушкин е тежък: дълговете на семейството растат Той получава разрешение да издава списание „Съвременник“ („Современник“), но не и да публикува в други издания. Списанието няма успех сред читателите, събира само 600 абонамента, което не позволява да се покрият нито разходите за печатницата, нито хонорарите на сътрудниците. За потиснатото състояние на поета свидетелства и поредицата конфликти с видни членове на обществото. През пролетта на 1836 г. майка му, Надежда Осиповна, умира. Пушкин, който през последните дни на нейния живот става много близък с нея, тежко понася загубата. В писмо от юли 1836 г., намерено в архива на Гончарови, Наталия Николаевна пише, че прекрасно разбира състоянието на мъжа си. В него, без да уведоми Пушкин, тя моли главата на гончаровските имоти, брата Дмитрий, да ѝ назначи издръжка, равна на тази на сестрите. Тя пише: „Много не ми се иска да безпокоя мъжа ми с всичките свои дребни домакински грижи, и без това виждам, колко е тъжен, потиснат, не може да спи нощем, и, като последствие, в такова настроение не е в състояние да работи, за да ни осигури средства за съществуване; за да може да съчинява, главата му трябва да бъде свободна.“

### Пасквил. Първи опит за дуел
Кавалерите от първа степен, командори и кавалери на светлейшия орден на рогоносците, събрали се във Великия Капитул под председателството на достопочтения велик магистър на ордена, негово превъзходителство Д. Л. Наришкин, единодушно избраха г-н Александър Пушкин за коадютант на великия магистър на ордена на рогоносците и за историограф на ордена.
През есента ухажването на Наталия Николаевна от Дантес става още по-демонстративно, в обществото циркулират слухове. Атмосферата, в която се оказва през този период семейството на Пушкин, светските клюки за тях и Дантес са отразени в  пълнота в дневника на Мария Мердер На 3 ноември приятелите на поета получават анонимен пасквил с обидни намеци по адрес на Пушкин и жена му. Пушкин разбира за това на следващия ден. Той е сигурен, че това е дело на Дантес и неговия приемен баща, холандския посланик Гекерн. Вечерта на 4 ноември той кани Дантес на дуел, без да посочва причината. Съобщението за дуела получава Гекерн. Той моли Пушкин за отсрочка от 24 часа, тъй като Дантес по това време се намира на дежурство. Наталия Николаевна разбира за случващото се и чрез своя брат Иван незабавно извиква от Царское село литературния наставник на Пушкин, Василий Жуковский. Благодарение на намесата на Жуковский и Загряжская дуелът е предотвратен. Дантес заявява, че неговата цел е женитба с Екатерина, сестрата на Наталия. На 17 ноември Пушкин информира своя секундант, че се отказва от дуела. Вечерта на същия ден официално е обявен годежът на Дантес с Екатерина Гончарова.

### Женитба на Дантес. Дуел
Предстоящият брак не успокоява ситуацията и отношенията продължават да се влошават. Семейството на Пушкин не приема Дантес, затова със своята годеница той се среща при нейната леля Загряжская. Семейството обаче не може да игнорира Дантес в светското общество. Клюките в петербургската среда не спират, а известието за брак само ги засилва. Говори се, че Дантес жертва себе си, за да „спаси честта на любимата“, т.е. сключва брак с жена, която не обича.
В своите записки, посветени на дуела и смъртта на Пушкин, графиня Дария Фикелмон отбелязва:
| „ | ...горката жена (Н. Н. Пушкина) се оказа в най-фалшиво положение. Не смееше да говори със своя бъдещ зет, не смееше да го погледне, наблюдавана от цялото общество, тя постоянно се вълнуваше; не искайки да вярва, че Дантес предпочете сестра ѝ, тя поради наивност или по-скоро поради своето удивително простодушие спореше с мъжа си за възможността на такава промяна в сърцето на този, любовта на който ѝ бе скъпа, може би само заради едното тщеславие. | “ |

Според Фикелмон, особена болка на Пушкин причинявало това, че поведението на Наталия Николаевна бе порицавано от неговите приятели.
Принуден съм да призная, бароне, че вашата собствена роля не бе съвсем прилична. Вие, представител на коронована особа, вие сте сводничил бащински на вашия син. Изглежда, цялото му поведение (впрочем, в достатъчна степен непохватно) бе ръководено от вас. Именно вие, вероятно, му диктувате пошлостите, които той изговаря, и нелепостите, които той се осмелява да пише. Подобно на безсрамна старица, вие дебнахте жена ми по всички кюшета, за да ѝ говорите за любовта на вашия незаконнороден или така наречен син...
Конфликтът се разгаря отново на 21 ноември. На този ден Пушкин пише рязко писмо на Гекерн. Същият ден пише писмо до Бенкендорф, в което описва всичко случило се от момента на получаванто на анонимните писма. За писмото до Гекерн Пушкин казва само на своя приятел, граф Владимир Сологуб. Сологуб, разбирайки цялата опасност на ситуацията, веднага информира Жуковский, който, за да предотврати новата възможност за дуел, търси помощ от Николай I. На 23 ноември Пушкин е на лична аудиенция при императора и по време на беседата с него обещава да не се бие на дуел.
Сватбата на Дантес и Екатерина е на 10 януари 1837 г. Наталия Николаевна присъства на венчавката, но заедно с братята си, Дмитрий и Иван, не остава за празничния обед. Семейството на Пушкин не приема у дома си младоженците, но се среща с тях при излизане в обществото. На 23 януари, на бал при графското семейство Воронцови-Дашкови, Дантес оскърбява Наталия Николаевна. На следващия ден Пушкин изпраща на Луи Гекерн рязкото писмо, което не му оставя избор. Пушкин знае, че в отговор ще получи покана за дуел и съзнателно прави това. Вместо Гекерн, който като посланик на чуждестранна държава не може да участва в дуела, Дантес предизвиква Пушкин. Дуелът се провежда на 27 януари, Пушкин е тежко ранен.

### Смъртта на Пушкин
През последните дни на живота на Пушкин, жена му, по думите на приятелите, на губи надежда, че той ще оживее. Когато състоянието на Пушкин се влошава, той моли това да не се крие от Наталия Николаевна:„Тя не се преструва; вие добре я познавате, тя трябва да знае всичко“. Пушкин няколко пъти извиква жена си и те остават насаме. Той повтаря, че Наталия Николаевна не е виновна за станалото и че той винаги ѝ е имал доверие.
Смъртта на съпруга е голям шок за Наталия Николаевна. Тя се разболява, но въпреки състоянието, в което се намира, Пушкина настоява поетът да бъде погребан със сюртук, а не с камерюнкерската униформа, която той мрази. Петък, денят на смъртта на Пушкин, става ден на траур за Наталия Николаевна. До края на живота си тя никъде не излиза в петък, „отдава се на тъжни спомени и цял ден нищо не яде“.
По решение на императора всички дългове на Пушкин са изплатени, на вдовицата и дъщерите до тяхната женитба се назначава пенсия, синовете стават пажове, за тях се отделят по 1500 рубли до започването на службата. Според един от свидетелите на събитията, Николай I не се съгласява на предложението на Жуковский да назначи за семейството на Пушкин пенсия, равна на издръжката на семейството на Николай Карамзин: „Той (Жуковский) не иска да разбере, че Карамзин е почти светец, а какъв бе животът на Пушкин?“
За децата се урежда попечителство начело с Григорий Строганов, роднина на Пушкина. Попечителството издава многотомна поредица от събраните съчинения на Пушкин в полза на семейството.
На 1 март 1837 г., докато още върви следствието по делото за дуела, Гекерн пише писмо до Карл Неселроде, високопоставен държавник на Руската империя. В писмото той отрича, че е убеждавал Пушкина да напусне мъжа си, възлага върху нея вината за случилото се и настоява тя да даде показани под клетва. Писмото предизвиква ефект, който Гекерн едва ли е очаквал: Николай I, на когото се докладва за съдържанието на това послание, е възмутен. Гекерн бързо променя своето поведение и още в писмото си от 4 март 1837 г. до Алексей Орлов, друг голям държавен чиновник, твърди, че „тя (Пушкина) остана толкова чиста ..., също както, когато господин Пушкин ѝ дал своето име“.

## 1837 – 1844 година
По препоръката на лекари Наталия Николаевна трябва спешно да напусне столицата, самата тя също иска това. Преди заминаването тя се среща със сестра си Екатерина.
| „                                 | Двете сестри се видяха, за да се сбогуват, вероятно завинаги, и тук най-накрая Катрин поне малко разбра нещастието, което би трябвало да усеща на съвестта си; тя поплака... | “ |
| С. Н. Карамзина до А. Н. Карамзин | |   |

Наталия Николаевна и Екатерина Николаевна повече никога не се срещат. В своите писма от чужбина до брата Дмитрий, Екатерина говори за две писма, получени от сестрите. По думите на Арапова, майка ѝ никога не споменава името на голямата сестра.
До заминаването на Пушкина семейството е посещавано от София Карамзина, която споделя своите наблюдения с брат си Андрей. Тя пише: „като го загуби (Пушкин) по своя вина тя ужасно страда няколко дни, но сега треската мина, остават само слабост и потиснато състояние, но и това ще мине много скоро“. В друго свое писмо София Карамзина пак се връща към мисълта, че скръбта на Наталия Николаевна няма да продължи дълго:„...той (Пушкин) е знаел, че тя е Ундина, в която още не са вдъхнали душа“.
Пушкина напуска Санкт Петербург на 16 февруари. Минавайки през Москва, тя не посещава намиращия се там свекър, Сергей Лвович Пушкин, но изпраща брат си Сергей с молба да ѝ позволи да дойде лятото с децата. Според съвременниците, Сергей Лвович, тежко понасящ смъртта на сина, бе много огорчен, че снахата не се срещна с него и не доведе внуците.. Той посещава Наталия Николаевна в Полотняни Завод през пролетта на 1837 г. и по неговите думи, „се сбогува с нея, като с любима дъщеря“..
До есента на 1838 г. Наталия Николаевна с децата и сестрата Александра живее в Полотняни Завод. Те се настаняват отделно от семейството на Дмитрий Гончаров в така наречения Червен дом (Красный дом).
Наталия Николаевна се завръща в Санкт Петербург в началото на ноември на 1838 г. по настояване на Загряжская и, вероятно, на своята сестра Александра. Загряжская подготвя почвата за приемането на Александра за фрейлина, с това назначение Наталия Николаевна свързва своите надежди за промяна в съдбата си. Александра Николаевна, вече като фрейлина, не се мести да живее в двореца, а остава при сестра си. Вдовицата на поета поддържа отношения с неговото семейство и приятели. Тя не излиза, вечерите прекарва при Загряжская или в салона на графиня де Местр (друга своя леля), при Карамзини и Вяземски.
По настояване на Пушкина попечителите започват преговори за изкупуване на Михайловское от другите наследници на имението за децата на поета. Петицията с тази молба Наталия Николаевна подава на 22 май 1838 г. Лятото на 1841 и 1842 г. Наталия Николаевна със семейството си прекарва в това имение. В плановете на Наталия Николаевна бе да посети Михайловское още лятото на 1837 г, и изглежда съседката на Пушкини, Прасковья Осипова, бе уведомена за тези намерения. Известно е, че от Полотняни Завод Пушкина пише до имение Тригорское, съседно до Михайловское, през 1838 и 1839 г. Осипова не отказва директно, но тя изпитва, според думите на А. Тургенев, „враждебно чувство към нея (вдовицата) заради Пушкин“. Дали по тази или друга причина, но първото посещение на Пушкина в Михайловкое е след няколко години.
През август на 1841 г., по разпореждане на Наталия Николаевна, на гроба на Пушкин в Святогорски манастир е поставен надгробен паметник, изработен от петербургския майстор Александър Пермагоров. От писмата на Наталия Николаевна до брат Дмитрий става ясно, че през лятото на 1841 г. тя има голяма нужда от пари: в Михайловское няма стопанска дейност, всички продукти трябва да се купуват, господарският дом е силно овехтял, цяло лято имението посреща гости. В Михайловское при снаха си живее Сергей Пушкин, на път за чужбина имението е посетено от Иван Гончаров и жена му, същото правят и съпрузите Фризенхоф. През септември гостува Пьотър Вяземский. Наталия Ивановна Фризенхоф прави в албума на Пушкина рисунки на Наталия Николаевна, на нейните роднини и съседи. Наталия Ивановна, която добре рисува, успява да предаде „точно хванатите характерни черти“. Малко утрирани, понякога дори остри рисунки на обитателите на съседните имения Тригорское и Голубово отразяват леко напрегнатите отношения между семейството на Осипова и обкръжението на Пушкина.
Наталия Николаевна пише на брат си, че е пълна невежа в управлението на имението:„... аз не се решавам да правя никакви разпореждания от страх, че икономът ще ми се разсмее в лицето“. Тя моли Дмитрий да дойде и да ѝ помогне, но, по някакви причини, той не може да изпълни нейната молба. По-късно, за да се върне в Санкт Петербург до настъпване на студовете (в дома не бе възможно да се стои през зима), Пушкина взема пари назаем.
В Санкт Петербург Пушкина подава молба до Попечителството за назначаване на пособие за образование на порасналите деца: уроците, които им дават самата тя и сестра ѝ, вече не са достатъчни и трябва да се наемат учители. Понеже момчетата бяха записани като пажове, наложи се тя да моли за това Николай I. Големият син, Александър Пушкин (1833 – 1914) постъпва във 2-ра Петербургска гимазия, известно време там учи и Григорий Пушкин (1835 – 1905). Но Наталия Николаевна няма средства, за да покрие целия гимназиален курс. По-късно Александър (от 1848 г.) и Григорий (от 1849 г.) учат в Пажеския корпус, възможно тук изиграва определена роля влиянието на нейния втори съпруг, Пьотър Ланской.
В двореца Наталия Николаевна започва да се появява от началото на 1843 г. По-късно, вече омъжена за Пьотър Ланской, тя пише на него:
| „ | Да се пъхам в интимни придворни кръгове – ти знаеш за моето отвращение към това; аз се боя да се окажа не на свое място и да бъда подложена на някакво унижение. Аз намирам, че ние трябва да се явяваме в двореца само, когато получаваме заповед за това, в противен случай е по-добре да се стои спокойно у дома. | “ |

Пушкина има много поклонници. Имената на някои от тях – на неаполитанския дипломат граф Грифео и на Александър Карамзин – са известни от писмата на Вяземский, който според някои пушкинисти, по това време също е много увлечен от Наталия Николаевна. Арапова назовава още двама претенденти за ръката на майка ѝ: Николай Столипин и княз Голицин.|K}}

## Втори брак
Зимата на 1844 г. Наталия Николаевна Пушкина се запознава с Пьотър Петрович Ланской, приятел на брат ѝ Иван. През пролетта на същата година тя планира да ходи на море в Ревел, за да укрепи здравето на децата, но пътуването се отлага, защото си навехва крака. През май Ланской ѝ прави предложение за брак. Начинът, по който този брак се обсъждал в светското общество, е описан в дневника на барон Модест Корф на 28 май 1844 г.:
| „ | След седем години на вдовство Пушкина се омъжва за генерал Ланской... и Пушкина, и Ланской нямат нищо и обществото се чуди на този съюз на глада с бедността. Пушкина е от онези привилегировани млади жени, които царят понякога удостоява със свое посещение. Преди 6 седмици той също бе при нея и вследствие на тази визита или просто случайно, но след това Ланской е назначен като командир на Конногвардейския полк, което, поне временно, осигурява тяхното съществуване. | “ |

Предполага се, че Ланской прави кариера благодарение на женитбата с Наталия Николаевна. Съществуват обаче и други мнения: никакви данни за „специален кариерен ръст“ на Ланской след този брак няма, а материалното положение на семейството през следващите години, съдейки по писмата на Наталия Николаевна, е по-скоро тежко.
Сватбата на Наталия Николаевна и Ланской е на 16 юли 1844 г. в Стрелна – старинно предградие на Санкт Петербург; венчавката се провежда в местната църква. Николай I изразява желание да бъде кум, но Наталия Николаевна, както пише дъщеря ѝ Арапова, се уклонява от това предложение. На сватбата присъстват само близките роднини.
Писателят-пушкинист Викентий Вересаев издига своя версия за втората женитба на Наталия Николаевна. Той се основава върху намеците в мемоарите на Арапова, а също така използва публикувания в монографията на Павел Шьоголев разказ за обичая на Николай I да урежда за своите любовници брак, съчетан с осигуряване за услужливия съпруг напредък в кариерата. Вересаев твърди, че вдовицата на поета имала връзка с императора и нейният брак с Ланской имал „цяла поредица от странности“. Като доказателство той споменава два факта. Първият е случаят по време на празнуване на юбилея на лейбгвардейския конен полк. На императора се поднася албум с портретите на полковите офицери и той пожелава до портрета на Ланской да се сложи и портретът на жена му. Вторият факт е съобщението на пушкиниста Вячеслав Якушкин, който на свой ред използва разказ на един очевидец: в средата на 19 век неизвестно лице предлага на Московския исторически музей да закупи за баснословна цена златен часовник с монограм на Николай I – часовникът има тайна задна капачка, под която се намира портретът на Наталия Николаевна. Сътрудниците на музея предлагат на лицето да дойде още веднъж, тъй като имат нужда да обмислят предложението. Той обаче повече не се появява в музея. Според Дмитрий Благой, часовникът бил сполучлив фалшификат, и се разчитало на това, сътрудниците на музея веднага да се хванат на това сензационно предложение и, без да мислят, да се съгласят да купят часовника независимо от цената. Благой смята, че Вересаев – твърде увлечен от своята версия, построена изцяло върху слухове и измислици – приема я за истина и повтаря „онези намеци, които се съдържаха в мръсен и гнусен анонимен пасквил от 1836 г. Само че там те са правени за жената на Пушкин, а тук за неговата вдовица.“
Приятелите на Пушкин имат положително мнение за Ланской. Вяземский пише: „Мъжът ѝ (на Наталия Николаевна) е добър човек и е добър не само към нея, но и към децата“. Лев Пушкин след срещата с Наталия Николаевна в Санкт Петербург пише на жена си в Одеса, че е „разбрал и простил втория ѝ брак.“ Натегнати отношения има само между Ланской и Александра Николаевна поради неин тежък характер. Наталия Николаевна страда от този раздор и се старае да помири сестра си с Ланской. Александра Николаевна живее със семейството до 1852 г., когато се омъжва за Густав Фризенхоф.
Женитбата позволява на Наталия Николаевна да се освободи от един от настойниците, Отрешков, включен от Строганов в състава на Попечителството. По спомените на Наталия Меренберг, Строганов не се занимава с въпросите на Попечителството и всичките дела се водят от Отрешков, „който действа много недобросъвестно. Изданието на съчиненията на баща ми излезе небрежно (1838 – 1842), значителна част от библиотеката на баща ми разграби и продаде, само малка част отиде при брат ми Алескандър, време, удобно за следващите издания на баща ми, пропусна... Не искаше да слуша майка ми и не ѝ позволяваше да се намесва в делата на Попечителството...“ Пролетта на 1848 г. Наталия Николаевна подава петиция за назначаване на Ланской за попечител на децата ѝ.
В брака с Ланской Наталия Николаевна ражда 3 дъщери. След нейната кончина Ланской поема грижите за внуците на жена си, двете по-големи деца на Наталия Александровна Пушкина от неин първи брак, когато тя след развода заминава за чужбина. Децата на Наталия Николаевна от двата брака поддържат отношения също и по-късно.

## Последни години
В Петербургския дом на Пушкина-Ланская в края на 1840-те често гостуват децата на приятелите на семейството, които по една или друга причина не могат да прекарат ваканцията си у дома. В писмата на Наталия Николаевна до мъжа ѝ, който през 1849 г. служи в Ливония, се срещат имената на племенника на Пушкин, Лев Павлишчев, племенника на Ланской, Павел, сина на близкия приятел на Пушкин, Александър Нашчокин.
| „                              | Като цяло, аз съм много доволна от своя малък пансион, той лесно се ръководи. Аз никога не можех да разбера, как могат да омръзват шумът и закачките на децата, колкото и да си тъжна, неволно забравяш за това, когато ги виждаш щастливи и доволни. | “ |
| Н. Н. Ланская до П. П. Ланской | |   |

През 1851 г. Наталия Николаевна се разболява и заедно със сестра си, която, макар и неофициално, вече е сгодена за Фризенхоф, и големите си дъщери заминава за няколко месеца в чужбина. Те посещават Бон, Бад Годесберг, вероятно Дрезден, Швейцария и Остенде.
Към края на Кримската война, есента на 1855 г., Ланской е командирован във Вятка; в неговите задължения влиза попълването на действащата армия с опълченци. Наталия Николаевна съпровожда мъжа си, съпрузите живеят във Вятка около четири месеца. Една от вятските познати на Ланская ѝ разказва за интернирания във Вятка известен руски сатирик, Михаил Салтиков-Шчедрин, и я моли да съдейства за неговото опрощаване и завръщане в Санкт Петербург. Намесата на Ланская и мъжа ѝ има резултат и Салтиков-Шчедрин се завръща от Вятка. За съдействието на Наталия Николаевна, „в памет на покойния мъж, някога бил в положение, подобно на Салтиков“ се знае отдавна, обаче поради предубеденото отношение към нея на този факт не се придава голямо значение. Много по-малко е известно за участието на Наталия Николаевна в съдбата на млад човек по фамилия Исаков, арестуван през 1849 г. по делото „Петрашевци“. Ланская, към която се обръща майката на Исаков, ходатайства за съдбата му при високопоставен руски държавник, Алексей Орлов.
През 1856 г. Наталия Николаевна ходатайства за предоставяне на изключително право на публикация на съчиненията на Пушкин на двата му сина „до края на техния живот“. Император Александър II възлага на граф Дмитрий Блудов да направи законопроект за авторско право, съгласно който срокът за запазването на правата върху литературната собственост за наследниците се удължава до 50 години, считано от деня на смъртта на автора. Законът се приема през 1857 г. и наследниците на поета получават правата върху всички негови съчинения до 1887 г.
Последните години от живота си Наталия Николаевна сериозно боледува. Всяка пролет тя има мъчителни пристъпи на кашлица, които не ѝ дават да спи; лекарите смятат, че може да помогне само продължително курортно лечение. През май на 1961 г. Ланской взема отпуска и води жена си и дъщерите в чужбина. Отначало семейството сменя няколко немски курорта, но Наталия Николаевна няма подобрение. Есента те прекарват в Женева, а зимата в Ница, където Наталия Николаевна започва да оздравява. За закрепване на резултатите от лечението лекарите препоръчват да се изкара още една зима в страна с мек климат. Лятото на 1862 г. Ланская с дъщерите си (Ланской поради служебни дела се завръща в Русия) гостува при своята сестра Александра в Бродзяни, имението на Фризенхоф в долината на река Нитра. Нейната почивка, обаче, е помрачена от семейни проблеми: по-малката дъщеря на Пушкин окончателно скъсва с мъжа си, Михаил Дубелт, и заедно с двете си по-големи деца пристига в Бродзяни. Дълбоко вярващата Наталия Николаевна страда от мисълта, че дъщеря ѝ се развежда, но смята себе си за виновна, че на времето не е успяла да предотврати този брак, и не убеждава Наталия Александровна да го запази. Вълненията се засилват и от пристигането на Михаил Дубелт, който решава да се сдобри с жена си, но когато разбира, че това е безполезно, „дава пълна воля на своя необуздан, бесен характер“ Барон Фризенхоф е принуден да поиска от Дубелт да напусне Бродзяни. В това време Наталия Николаевна предава на дъщеря си 75 писма на Пушкин с надеждата тя да може да ги публикува и да подобри своето материално положение. Наталия Николаевна е запазила всичките писма на Пушкин до нея, въпреки че в много от тях той я критикува.
| „              | Същевременно, поетът в писмата до жена си понякога не подбира изрази, някои от които не биха могли да са приятни на вдовицата на поета, тя не можеше да не разбира, че впоследствие тях могат да използват за очерняне на нейната личност. В някаква степен, в този случай не може да не се съгласи с Арапова, когато тя казва: „само жена, убедена в своята безусловна невиност, можеше да запази (като осъзнава, че рано или късно то ще попадне в печат) онова оръдие, което в предубедените очи би могло да се обърне за нейно осъждане“ | “ |
| Н. А. Раевский | |   |

Ланской при пристигането си в Бродзяни в есента на 1862 г. намира жена си болна от притеснения. След изкараната в Ница зима Наталия Николаевна е значително по-добре, наближава времето за дебют в обществото на голямата дъщеря от втория брак, Александра – семейството се връща в Русия.
Есента Наталия Ивановна заминава за Москва за кръщенето на внука, сина на Александър Александрович Пушкин. Там тя настива, по пътя обратно болестта се влошава, започва пневмония. Наталия Николаевна умира на 8 декември (26 ноември по стар стил) 1863 г. Погребана е на Лазаревското гробище, на територията на Александро-Невската лавра в Санкт Петербург.

## Децата на Н. Н. Пушкина-Ланская
От първия брак (1831) с А. С. Пушкин:
1. Мария (по мъж Гартунг) (19 май 1832 – 7 март 1919)
2. Александър (6 юли 1833 – 19 юли 1914)
3. Григорий (14 май 1835 – 15 август 1905)
4. Наталия (по първи брак Дубелт, по втори – графиня фон Меренберг) (23 май 1836 – 10 март 1913)

- Мария
- Александър
- Григорий
- Наталия

От втория брак (1844) с П. П. Ланской:
1. Александра (15 май 1845 – 1919) (съпруг И. А. Арапов)
2. София (20 април 1846 – след 1910) (по мъж – Шипова)
3. Елизавета (17 март 1848 – след 1916) (първи съпруг – Н. А. Арапов, 2-ри – С. И. Бибиков)

- Александра
- София
- Елизавета

Граф Георг-Николай фон Меренберг е внук на А. С. Пушкин и Н. Н. Гончарова (от морганатичния брак на дъщеря им Наталия и принц Николай Вилхелм Насауски (Nikolaus Wilhelm zu Nassau)). Той се жени за узаконената дъщеря на руския император Александър II, Олга Александровна Юревская. Тяхната внучка от същия брак има морганатичен брак с внука на императора Николай I, Михаил Михайлович. Тяхната дъщеря, (правнучка на Пушкин) Надежда Михайловна дьо Торби става съпруга на лорд Джордж Маунтбатън (до 1 юли 1917 – принц Георг Батенберг) – племенник (по майка) на императрица Александра Фьодоровна (съпруга на Николай II), внучка на кралица Виктория.

## Изследвания на пушкинисти
Според Николай Раевский отрицателното отношение към съпругата на поета се формира още по време на неин живот. Веднага след смъртта на Пушкин почва да се разпространява ръкописен текст на стихотворение, в който един анонимен поет-любител се обръща към вдовицата: „Към тебе с презрение всичко тук диша... Ти си позор за целия свят, предателка и жена на поет“ Благой отбелязва, че това произведение е забележително като израз на начина, по който много от съвременниците на Пушкин реагират на трагедията. Един от екземплярите на ръкописа се запазва в архива на семейство Вулф-Вревски, свързано с тесни приятелски отношения със семейството на Пушкин.
Първите изследователи на събитията, предхождащи дуела на Пушкин, безрезервно вярват на негативните отзиви на съвременниците за Наталия Николаевна и отхвърлят всички положителни изказвания. Никой не обръща внимание на оценката на нейния духовен облик, която дава самият Пушкин. Публикацията на писмата (редактирани и с изрязани части) на Пушкин до жена му, предприета от Тургенев през 1878 г. повдига нова вълна на неблагоприятно отношение към Наталия Николаевна. Още първата част на публикацията предизвиква възмутен отзив от критика и почитателя на поета, Евгений Марков, не намерил в писмата, които са далеч от „гукащите трели на Ромео и Жулиета“, написани са на руски, на простонароден език и с битови подробности, няма нито „възвишени чувства, нито възвишени мисли“. В 1907 г. в приложение към вестник „Ново време“ („Новое время“) излизат мемоарите на Арапова. Дъщерята на Наталия Николаевна има за цел да защити майка си, но средствата, които избира за нейното постигане, само засилват отрицателното отношение към Пушкина-Ланская. В своите мемоари, основани върху слухове и клюки, като отхвърля свидетелствата на приятелите на семейството и приема измислиците на враговете на поета, Арапова се опитва да докаже, колко труден е за жена му семейният живот с Пушкин. Повтаряйки клеветата за връзката на Пушкин с Александра Николаевна и приписвайки на Наталия Николаевна култ към император Николай, тя не разбира, че по този начин само хвърля сянка върху репутацията на майка си.
Шчоголев в своята монография „Дуелът и смъртта на Пушкин“ („Дуэль и смерть Пушкина“) посочва, че външността позволяваше на Наталия Николаевна „да няма никакви други достойнства“, и обявява всички положителни отзиви на познаващите я хора за „знак на почит към същата тази красота“. Но все пак смята за необходимо да направи уговорката, че по отношение на Пушкина изследователите разполагат с твърде бедна фактическа база. Коментаторът на третото издание на монографията, Я. Левкович, отбелязва:
| „ | Обликът на жената на поета, създаден от Шчоголев, при цялата се рязкост, противостои на онзи стремеж към сантименталната идеализация, която прониква в изследователската и художествена литература от последните години, внася корективи в изобразяването на семейния живот на Пушкин. | “ |

Викентий Вересаев, следвайки зададената от Шчоголев посока, отива още по-далеч и построява хипотеза за роман на Пушкина с императора, използвайки за основа мемоарите на Арапова, които той самият обявява за „лъжливи“. Отчаянието на Наталия Николаевна в дните на агонията на Пушкин той обяснява с нейния егоизъм. За Наталия Николаевна рязко отрицателно се изказват Марина Цветаева и Анна Ахматова. Ахматова нарича Пушкина и нейната сестра Екатерина „ако не съзнателни, то неволни помощнички, „агентки“... на Гекерн-старши“, твърдейки, че без помощта на жената на поета Гекерн и Дантес не биха могли да направят нищо срещу него.
По-късните находки в руските и чуждестранните архиви, откриването на новите писма на Пушкина-Ланская и нейните близки (които се отнасят към периода на нейното вдовство и втори брак), а също и внимателното изучаване на вече известните документи внасят промяна в оценката на поведението на Наталия Николаевна. Нейните биографи, Ободовская и Дементиев, изследват целия гончаровски архив. Като резултат на техните изследвания излиза книгата „Около Пушкин“ („Вокруг Пушкина“), в която са публикувани целият текст или части от него на 14 писма на Пушкина и 44 писма на нейните сестри. Една от най-важните находки е неизвестното дотогава писмо на Пушкин, адресирано до Дмитрий Гончаров.
До този момент бяха известни само три писма на Пушкина, които касаят времето след Пушкин и затова не са били обект на вниманието на изследователите. По мнение на Благой, новооткритите материали спомагат за формиране на нов, обективен поглед върху личностите на сестрите Гончарови и ролята, която всяка една от тях изиграва в историята на Пушкинската смърт. По-нататък Ободовская и Дементиев предприемат изучаване на архива на Арапова, където се пазят писмата на Наталия Николаевна до Ланской, и публикуват част от тях в своята книга „След смъртта на Пушкин“ („После смерти Пушкина“). Тези писма добавят не само нови черти към портрета на Пушкина-Ланская, но и помагат да се изясни характерът на нейния втори мъж и отношенията между съпрузите, основани на обич и взаимно уважение.
| „              | Съпоставяйки по този начин разпокъсаните факти от различни източници: свидетелства на съвременниците, писмата на Пушкин до жена му, писмата на самата Наталия Николаевна до брата Дмитрий, може със сигурност да се каже, че образът на Натали Пушкина – бляскава и лекомислена красавица, чиято същност се проявява единствено в нейната страст към светските развлечения, се оказва ефимерен. Обаче в заключение бих искал да кажа за Наталия Николаевна Пушкина-Ланская, че понастоящем в пушкинистиката, струва ми се, се набелязва друга крайност – твърде силно да се идеализира жената на Пушкин, да се прави от нея едва ли не ангел. А тя не бе такава, тя бе жив човек, имала е своите недостатъци и своите достоинства. | “ |
| Н. А. Раевский | |   |

## Писма на Наталия Николаевна до Пушкин
Писмата на Наталия Николаевна до нейния съпруг не са намерени. Известни са само няколко реда на френски език, които тя прибавя към писмото на майка си, когато гостува при нея в Ярополец в 1834 г. Внукът на поета, Григорий Александрович Пушкин (1868 – 1940) предава това писмо на Шьоголев. Той го публикува през 1928 г. с коментар, в който обръща внимание на „безсъдържателност“ на послеписа на Наталия Николаевна. Лариса Черкашина отбелязва, че Шьоголев разглежда тези редове твърде повърхностно: Пушкина пише, знаейки, че нейното послание ще види не само съпругът, но и майка ѝ. Ободовская и Дементиев посочват, че по тези редове изобщо не може да се съди за писмата на съпругата до Пушкин. Те обръщат внимание на това, че когато Наталия Николаевна пише на мъжа си на френски, тя се обръща на „ти“ – това местоимение звучи по-лично и задушевно, отколкото на руски. Във френските писма до своя брат Пушкина пише vous („вие“), както е било прието по отношение на роднините.
След смъртта на Пушкин, когато от неговия кабинет се изземват всички бумаги, писмата на вдовицата също са доставени на началника на жандармерията. Бенкендорф се разпорежда да ги предадат на Наталия Николаевна „без подробното им четене, но само с наблюдаване точността на нейния почерк“. На 8 февруари 1837 г. Пушкина, готвейки се да напусне Санкт Петербург, моли Жуковский да ѝ ги върнат:„...мисълта да видя неговите бумаги в чужди ръце е тъжна за сърцето ми...“ Описът на бумагите на Пушкин пази бележките за предаването на писмата на Жуковский и за това, че той ги е върнал на вдовицата.
Съществуват няколко версии за по-нататъшната съдба на тези документи. Има предположения, че синът на Пушкина, Александър (именно той според завещанието на майката получава всички пушкински ръкописи), изпълнява нейната воля и ги унищожава. Възможно е те да са изгорели по време на пожар в дома на Александър през 1919 г. Още през 1902 г. Владимир Саитов, руски библиограф и историк на литература, се опитва да изясни съдбата на писмата и се обръща за разяснения към основателя на пушкинистиката, Пьотър Бартенев. На запитването на Саитов той отговаря, че по думите на Александър Пушкин-син, тези писма не съществуват. Саитов се обръща към главния пазител на отдела за ръкописите на Румянцевския музей, Григори Георгиевский. Той обаче заявява, че няма право да „издава тайните на Пушкин“. Михаил Дементиев търси изчезналите писма и намира писмо от Руската книжна палата в съветското държавно обединение Госиздат, датата му е 30 октомври 1920 г. Това писмо съдържа списък на книги, подготвяни за печат. В списъка е отбелязано изданието „Писма на Н. Н. Пушкина“ („Письма Н. Н. Пушкиной“) и неговия обем от 3 печатни листа. Литературоведът Сара Житомирская смята, че става дума за писма не на самата Наталия Николаевна, а за посланията, адресирани до нея. Житомирская е сигурна, че писмата на Пушкина не са постъпвали в Румянцевский музей. В 1977 г. бившият директор на Пушкински дом (Институт за руска литература на РАН) в Ленинград, Николай Белчиков, твърди, че в началото на 20-те години (на 20 век) той е виждал подготвените за публикация текстове на писмата на Пушкина, правил извадки от тях, които обаче след толкова изминали години не може да намери в своя личен архив. Учените, които не губят надежда да намерят писмата, обръщат внимание на това, че през 1919 г. Валерий Брюсов в свое заявление до Съвета на Народните комисари директно пише, че в Румянцевския музей се „пазят писмата на жената на Пушкин, Н. Н. Пушкина до мъжа ѝ, предадени в музей от наследниците на великия поет при различни условия...“ Според Георгиевский писмата на Пушкина за взети от музея от нейните потомци. Възможно е, ако те все още съществуват, тези бумаги да се пазят в чужбина (предполага се, че те са изнесени в Англия или Белгия).

## Произведения на А. С. Пушкин, посветени на Наталия Николаевна
Наталия Николаевна се смята за прототип на героинята от стихотворението на Пушкин „Мадона“. Според някои пушкинисти стихотворението „На холмах Грузии лежит ночная мгла…“ също е адресирано до нея, както и няколко еротични стихотворения.
- „На холмах Грузии лежит ночная мгла…“ (1829);
- „Мадона“ (1830);
- „Когда в объятия мои…“ (1830, първа публикацив в „Русская старина“, 1884, август);
- „Нет, я не дорожу мятежным наслажденьем…“ (не е публикувано по времето на Пушкин, ръкописът, принадлежал на Н. Н. Пушкина, е с дата 1831 г.; някои ръкописни копия са със заглавие „К жене“ и с дата 1832 г.);
- „Пора, мой друг, пора! Покоя сердце просит…“ (1834);
- „Участь моя решена, я женюсь…“ – три чернови откъса (май 1830) с автобиографичен характер, в ръкописа е отбелязано „От френски“ („С французского“). В тях намира отражение историята на сватосването на Пушкин за Гончарова и неговите мисли във връзка с това. Изследователите отбелязват съвпадение на много от детайлите с реалните събития.[186].

## В произведения на изкуството
Шьоголев в своята монография „Дуелът и смъртта на Пушкин“ („Дуэль и смерть Пушкина“) отбелязва, че смъртта на поета е следствие на преплитане на много причини, но все пак смята за основна причина семейния конфликт. Книгата на Шьоголев, написана живо и интересно, до днес ценена заради документалната си част, представя Наталия Николаевна като ограничена личност, жена, която е заета изключително със светския си живот. Този образ на Пушкина навлиза и в работите на други автори, включително на В. Вересаев.
| „            | Именно такава представа за жената на поета ... окончателно клиширана и опошлена в някои от многобройните белетристични произведения (пиеси, романи) навлезе в съзнанието на много читатели и почитатели на поета. | “ |
| Д. Д. Благой | |   |

Кино
- „Поэт и царь“ (1927), режисьор В. Гардин;
- „И с вами снова я…“ (1981), режисьор Б. Галантер;
- „Последняя дорога“ (1986), режисьор Л. Менакер;
- „Пушкин. Последняя дуэль“ (2006), режисьор Н. Бондарчук;
- „Дуэль. Пушкинъ – Лермонтовъ“ (2014), режисьор Денис Банников;

Пиеси
- В. Каменский „Пушкин и Дантес“ (1924) (не е публикувана);
- Н. Лернер „Пушкин и Николай I“ (1927) (не е публикувана);
- М. Булгаков „Последние дни (Александр Пушкин)“ (1935, в СССР е публикувана в 1955 г.);
- Аугуст Стриндберг в пиесата „Fadren“ (1887) („Баща“) прокарва паралел между съдбата на главния герой, ролята, която изиграва неговата жена и семейната трагедия на Пушкин: „...величайшият руски поет, умира по-скоро като жертва на слухове за изневярата на жена си, отколкото от куршума, поразил го в дуела“.[188]

Стихотворения
- Анонимен автор – „На встречу двое шли…“.
Стихотворение, в което авторът обвинява съпругата на поета за неговата смърт. Написано е в 1837 г., веднага след смъртта на Пушкин, разпространява се във вид на ръкописни копия, публикувано е в 1915 г.[162]
- П. Вяземский – „При подарке альбома:Наталии Николаевне Пушкиной“.
Стихотворението е написано през септември на 1841 г., когато поетът гостува при вдовицата в Михайловское. Не се публикува по време на Вяземский.[189]
- Н. Агнивцев – „Дама из Эрмитажа“
- М. Цветаева – „Счастие или грусть…“ (1916)
- М. Цветаева – „Психея“ (1920)
Още преди да се запознае с книгите на Шьоголев и Вересаев, Марина Цветаева изразява в стиховете своето отхвърляне на „пушкинската фатална жена“, „празнотата“ на нейната личност. В своето есе за художничката Наталия Сергеевна Гончарова („Наталья Гончарова“, 1929 г.), праправнучка на брата на Наталия Николаевна, Цветаева отново се връща към образа на съпругата на Пушкин и разсъжденията си за неговата семейна драма. Тя смята, че Пушкина е олицетворение на празнотата: „В нея имаше само едно: красавица. Само – красавица, просто – красавица, без коректива на ума, душата, сърцето, дарбата. Гола красота, поразяваща като меч“ Съпругата на Пушкин е безсловесно, безволево, невиновно оръдие на съдбата.[190]
- Н. Доризо „Наталья Пушкина“

Проза
- А. Кузнецова – „Моя Мадонна“, повест
- А. Кузнецова – „А душу твою люблю…“, повест

### Портрети
Запазили са се много портрети на Наталия Николаевна, но почти всички те са от времето на нейното вдовство и втори брак. Има само една рисунка на неизвестен художник с нейно детско изображение, където тя е на около 6 – 7 години.  В едно от своите писма от 1830 г. Пушкин пише на своята годеница за своето съжаление, че няма неин портрет, но като утешение му служи копието на картината на Рафаело „Мадона Бриджуотър“ (Bridgewater), изложен в една книжарница. Съществува мнение, че е възможно Пушкин да е имал предвид копие на друга картина на Рафаело – „Сикстинската мадона“.
Художникът Александър Брюлов рисува акварелен портрет на Наталия Николаевна през първата година на нейния съпружески живот с Пушкин. Изпълнен прецизно и излъчваш лекота и ефирност, той обаче не разкрива вътрешния духовен образ на Наталия Николаевна, вероятно поради изключителната младост на модела. Пушкин рисува жена си със същата дреха, както на акварела на Брюлов, на обратната страна на сметката за алманах „Северни цветя“ („Северные цветы“). Общо, в ръкописите на Пушкин има 14 рисунки, изобразяващи Наталия Николаевна.
През 1840-те години почти всички портрети на Наталия Николаевна се създават по инициативата на П.А. Вяземский, по това време силно увлечен по вдовицата на Пушкин. По неговите думи, Пушкина по това време е „удивително, разрушително, опустошително хубава“. Автор на повечето акварелни портрети от този период е придворният художник Владимир Гау. Пушкина смята за свое най-сполучливо изображение акварела от 1843 г. (не е запазен), поръчан за албума на императрицата. На този портрет Наталия Николаевна е с костюм в древноеврейски стил, в който се е появила на един от дворцовите балове.
За едно от най-интересните изображения на Пушкина-Ланская се смята портретът, чийто предполагаем автор е художникът Иван Макаров. Историята на неговото създаване е известна от писмо (1849 г.) на Наталия Николаевна до втория ѝ съпруг. Намерението ѝ е да подари на Ланской за имения му ден своя снимка или дагеротип, но тъй като не харесва и двете изображения, тя се обръща към Макаров за консултация за тяхното преправяне. Художникът предлага да нарисува неин портрет с маслени бои, тъй като, според неговите думи е „уловил характера“ на лицето ѝ. Портретът е готов за три сеанса, като Макаров не иска заплащане и моли той да бъде приет като подарък в знак на уважение към Ланской. Според мнението на завеждащата на отдела за технологическите изследвания на Държавен руски музей, Светлана Римска-Корсакова, именно на Макаров му се удава да покаже „вътрешната одухотвореност“ на Наталия Николаевна, нейната „вечна женственост на мадона“ и същевременно правдиво да предаде образа на жена, страдала много.
Николай Раевски, който посещава преди Втора световна война имението Бродзяни, описва дагеротип, пазен при потомците на Александра Фризенхоф. На него са изобразени Наталия Николаевна, нейната сестра Александра и децата от двата брака. По мнението на Раевски, на нито един от известните му портрети на Пушкина-Ланская не е предаден толкова сполучливо нейния „жив и нежен поглед“, накарал го да си припомни „задушевните пушкински писма до жена му“. Според Раевски този дагеротип е от 1850 – 1851 г., понастоящем неговото местонахождение не е известно. Наталия Николаевна се снима много през последните си години. На фотографиите от втората половина на 50-те – началото на 60-те години тя изглежда като болнава жена на средна възраст.